# Азамат (Туркестанская область)
Азамат (каз. Азамат, до 2001 г. — Красный Авангард) — село в Мактааральском районе Туркестанской области Казахстана. Входит в состав Иржарского сельского округа. Код КАТО — 514463400.

## Население
В 1999 году население села составляло 839 человек (399 мужчин и 440 женщин). По данным переписи 2009 года, в селе проживали 923 человека (465 мужчин и 458 женщин).